# 터프시트 커뮤니티 스타디움
터프시트 커뮤니티 스타디움(Toughsheet Community Stadium)은 영국 잉글랜드 볼턴에 있는 축구 경기장으로, 볼턴 원더러스 FC의 홈구장으로 사용되고 있다. 1997년에 당시 볼튼 원더러스의 유니폼 스폰서였던 리복의 이름을 붙여 리복 스타디움이라는 이름으로 개장하였다. 2014년에는 구장 명명권을 이탈리아 스포츠용품 회사인 마크론이 사들이면서 마크론 스타디움으로 바꾸었다가 2018년에는 유니버시티 오브 볼튼 스타디움으로 바뀌었다. 2023년 7월 1일부터 영국의 건축 자재 회사인 터프시트와 계약하며 현재의 명칭을 사용하고 있다.
호텔이 경기장의 일부를 구성하고 있으며, 일부 객실에서는 경기장 전망을 볼수도 있다. UEFA 주관 대회에서는 광고 규칙으로 인해 이 경기장은 볼튼 스타디움으로 명명하고 있다.